# Cyathea muelleri
Cyathea muelleri är en ormbunkeart som beskrevs av Bak. Cyathea muelleri ingår i släktet Cyathea och familjen Cyatheaceae. Inga underarter finns listade.